# Jacques Robert-Rewez
Jacques Robert-Rewez (geboren als Jacques Robert am 2. April 1914 in Paris; gestorben am 8. Februar 1998 in Neuilly-sur-Seine) war ein französischer Widerstandskämpfer während der Deutschen Besetzung Frankreichs im Zweiten Weltkrieg. Tarnnamen Roberts waren Jacques Rewez und Denis.
Sein Vater war Flugzeugingenieur, er selbst begann nach dem Abitur ein Jurastudium. Den Wehrdienst leistete er ab 1935 beim 507. Panzerregiment ab und wurde im Oktober 1936 zum Sous-lieutenant befördert. 1937 wurde er im Druckereigewerbe tätig.
Im August 1939 wurde Robert zum Militär einberufen und im 8. Panzerbataillon eingesetzt. Bei Rethel bewirkte er im Mai 1940 die Zerstörung mehrerer Dutzend deutscher Panzerfahrzeuge. Aus den Händen des Generals Jean de Lattre de Tassigny erhielt er dafür das Croix de guerre und den Ordre national de la Légion d’honneur.
Robert weigerte sich im August 1940, den Waffenstillstand mit dem Deutschen Reich zu akzeptieren. Er schloss sich dem Spionagenetz „Vichy“ an und führte in diesem Rahmen mehrere Aktionen durch. Im Dezember 1941 stieß er zur Confrérie Notre-Dame (CND) und begab sich im April 1942 nach London. Dort wurde er Mitglied der Freien Französischen Streitkräfte Charles de Gaulles. Mit dem Dienstgrad Capitaine kehrte er zwei Monate später mittels Fallschirmabsprung nach Frankreich zurück. Zwischenzeitlich war die CND durch Verhaftungen von Mitgliedern empfindlich getroffen worden. Robert wurde von der Gestapo gesucht, konnte sich aber in die unbesetzte Zone nach Lyon absetzen. Dort gründete er das Netzwerk „Phratrie“, das über das Sammeln und Weiterleiten von Nachrichten hinaus auch Sabotageakte verübte und abgeschossenen britischen Piloten half, nach England zurückzukehren. Es verbreitete sich bald über ganz Frankreich; Anfang 1944 wurden täglich bis zu 330 Nachrichten nach London übermittelt.
Im April 1943 wurde Robert in Nizza von den Behörden der Vichy-Regierung festgenommen, dank geheimer Komplizenschaft bei der Polizei und des Eingreifens Achille Perettis aber wieder freigelassen. Von der deutschen wie der französischen Polizei gesucht musste der erneut nach England fliehen. In London wurde er umgehend Mitglied des von André Dewavrin im britischen Exil gegründeten Nachrichtendiensts Bureau Central de Renseignements et d’Action (BCRA). Als Bataillonskommandeur bildete er Agenten aus, die im Rahmen der Operation Jedburgh mit Fallschirmen ab der Nacht vom 5. auf den 6. Juni 1944 (Beginn der Operation Overlord) hinter den Frontlinien abspringen sollten.
In der Nacht vom 26. auf den 27. Juni 1944 landete Robert mit dem Tarnnamen „Molécule“ als Leiter der Mission Bergamote bei Bourganeuf im Département Creuse. Dort befand sich, unter dem Kommando Albert Fossey-François’, der bedeutendste Teil der in den Forces françaises de l’intérieur (FFI) zusammengefassten Résistancekämpfer des Départements. Die Mission Bergamote, der auch ein amerikanischer und zwei britische Offiziere angehörten, fand im zur Gemeinde Vidaillat gehörenden Dorf Le Puy Unterschlupf. Robert blieb zwei Monate lang in der Gegend und hielt engen Kontakt zur Führung der Résistance im Département. In der zweiten Julihälfte waren die Bergamotes mit der Brigade Jesser konfrontiert, einer deutschen Truppe zur Bekämpfung und Vernichtung der Maquisards, und führten zahlreiche Guerilla- und Sabotageaktionen durch. Am 25. August 1944 konnte Robert die befreite Départementshauptstadt Guéret betreten; danach leitete er die Mission Sainfoin, die Widerstandskämpfer in das Département Jura brachte. Im September 1944 wurde er dem Nachrichtendienst Direction générale des études et recherches (DGER) zugeteilt und in der Folge mehrmals in Deutschland eingesetzt.
Von Mai bis Oktober 1945 war Robert Militärberater der französischen Botschaft in Norwegen. Auch für die britische nachrichtendienstliche Spezialeinheit Special Operations Executive (SOE) führte er mehrere Aufträge durch. Wieder im Privatleben arbeitete er von 1946 bis 1979 in höheren Positionen in Industrie und Handel.
Robert wurde als Compagnon de la Libération geehrt und zum Commandeur de la Légion d’Honneur sowie 1975 zum Colonel honoraire ernannt. Er erhielt das Croix de la Libération, die Médaille de la Résistance, das Croix de guerre, die britischen Distinguished Service Order und Order of the British Empire sowie die amerikanische Medal of Freedom.